# ینگی‌حیات
ینگی‌حیات جماعت و شهرکی در غرب تاجیکستان است که در ناحیهٔ جبار رسولف ولایت سغد قرار دارد. جمعیت این جماعت ۱۰٬۷۹۵ نفر است.